# Mike Lewis
Michael Richard Lewis (n. Pontypridd, nacido el 17 de agosto de 1977) es el ex guitarrista de las bandas No Devotion, Lostprophets y Public Disturbance

## Primeros años
Lewis estudió ingeniería civil por un año antes de dedicarse a la música. Su madre era una dependienta, y su padre trabajaba en la gestión de una empresa química. Lewis asistió Hawthorn Secundaria en Pontypridd, donde se encontraba en el mismo año que el excompañero de banda Ian Watkins. Sus temas favoritos eran la ciencia y la historia. Su primer concierto, como a conciertos, llegó cuando vio Tesla en el Salón de St David con Watkins.

## Carrera
Antes de Lostprophets formaron, Lewis y Ian Watkins eran compañeros de banda en una banda llamada Public Disturbance. Él fue inicialmente el bajista original de Lostprophets, pero pronto se convirtió en el guitarrista rítmico, con Stuart Richardson reemplazarlo en el bajo. Después de la separación de Lostprophets en 2013, Mike Lewis se convirtió en el gerente para algunas bandas más pequeñas. 
El 1 de mayo de 2014 se anunció que los ex -miembros de Lostprophets (incluyendo Lewis) ha formado una nueva banda y están escribiendo nueva música. El 1 de julio de 2014, la nueva banda No Devotion lanzó su primer sencillo, "Stay" y lanzará su debut álbum Permanence en septiembre de 2015.

## Vida personal
En septiembre de 2006, Lewis se casó con su novia, Amber Payne. Ahora residen en Malibú, a unas pocas calles de distancia de su compañero de banda Jamie Oliver. El 24 de febrero de 2009, confirmó en su página de Facebook que él y su esposa estaban esperando su primer hijo.
Lewis es un trekkie y posee un uniforme de Star Trek. Él es fan del equipo Everton. 
Él navega en la playa de Santa Mónica casi todos los días cuando se encuentra en casa. También, Lewis es vegano

## Discografía

### Public Disturbance
- 4-Way Tie Up (1997)
- UKHC Compilation (1997)
- Victim of Circumstance (1998)
- Possessed to Hate (1999)
- Ushering in a New Age of Quarrel – a UKHC Tribute to the Cro-Mags (1999)

### Lostprophets
- Thefakesoundofprogress (2001) (Remasterizado)
- Start Something (2004)
- Liberation Transmission (2006)
- The Betrayed (2010)
- Weapons (2012)

### No Devotion
- Permanence (2015)

## Equipo
- Guitarras:
  - Dan Armstrong plexiglás
  - PRS Negro Singlecut
  - PRS Blanca Singlecut
  - PRS Negro personalizada 24
  - Fender Telecaster Deluxe 73
  - Gibson Les Paul Standard Negro
  - Gibson SG Standard Negro
  - Rickenbacker 330 Jetglow Negro

- Amplificación:
  - Fender Hotrod Deville 2 × 12 (distorsión semi y limpio)
  - Blackstar Artisan 30 Combo (semi distorsión y limpio)
  - Naranja Thunderverb 200W Cabeza (distorsión Principal)
  - Orange 4 × 12 Gabinete

- Efectos:
  - Línea 6 Delay Modeler DL4
  - Línea 6 Modulation Modeler MM4
  - Boss Phaser
  - Electro Harmonix Holier Grail
  - Rocktron Hush Noise Gate
  - visual noise chorus
  - blackstar HT-Dual
  - Sennheiser Wireless System
  - Korg Rack Tuner
  - Furman Power Conditioner